# Exogone breviantennata
Exogone breviantennata är en ringmaskart som beskrevs av Hartmann-Schröder 1959. Exogone breviantennata ingår i släktet Exogone och familjen Syllidae. Inga underarter finns listade i Catalogue of Life.